# Surwiliszki (obwód witebski)
Surwiliszki (biał. Сурвілішкі; ros. Сурвилишки) – wieś na Białorusi, w obwodzie witebskim, w rejonie postawskim, w sielsowiecie Komaje.

## Historia
W czasach zaborów folwark w okręgu wiejskim Korolewce, w gminie Komaje, w powiecie święciańskim Imperium Rosyjskiego. W 1866 roku miał 11 mieszkańców w 1 domu, należał do dóbr Maćkowicze. W 1905 roku liczył 89 mieszkańców, 984 dziesięciny, własność Czechowicza.
W dwudziestoleciu międzywojennym majątek leżał w Polsce, w województwie wileńskim, w powiecie święciańskim, w gminie Komaje.
W 1931 w 6 domach zamieszkiwało 97 osób.
Miejscowość należała do parafii rzymskokatolickiej w Komajach. Podlegała pod Sąd Grodzki w Łyntupach i Okręgowy w Wilnie; właściwy urząd pocztowy mieścił się w Komajach.
W wyniku napaści ZSRR na Polskę we wrześniu 1939 miejscowość znalazła się pod okupacją sowiecką. 2 listopada została włączona do Białoruskiej SRR. Od czerwca 1941 roku pod okupacją niemiecką. W 1944 miejscowość została ponownie zajęta przez wojska sowieckie i włączona do Białoruskiej SRR.
Do 2004 roku w sielsowiecie Mieuny.